# Куклеиха
Куклеиха — деревня в Малоярославецком муниципальном районе Калужской области. Входит в сельское поселение «Село Головтеево».
Куколь —монашеский головной покров, Куклей, Кукля — мужское имя.Упоминается как совершенно чуждое славянскому языку. Здесь проживали латыши и немцы.
С финского knuckle — ударить, стукнуть постучать костяшками пальцев, кулак, сустав пальца

## География
Рядом —  Семынино, Ерденево. 

## История
В 1782 году деревня Куклеиха Малоярословецкого уезда — на суходоле при  колодезях, Василия Петровича Казаринова , Фёдора Афанасьевича и Николая Афанасьевича Радищевых. 
В 1861 году  Куклеиха — владельческое сельцо, при пруде и колодце.
В сопредельном Боровском уезде, в Ильинской волости, на реке Перинка была еще одна Куклейха (Ануфриевское, Анофриевское).
Челищев Николай Дмитриевич — коллежский асессор, исправник уездного полицейского управления, штабс-капитан, коллежский асессор, исправник уездного полицейского управления, гласный уездного земского собрания в Куклейхе. 

## Население
| 2002 | 2010 |
| ---- | ---- |
| 11   | ↗17  |